# Kennleuchte

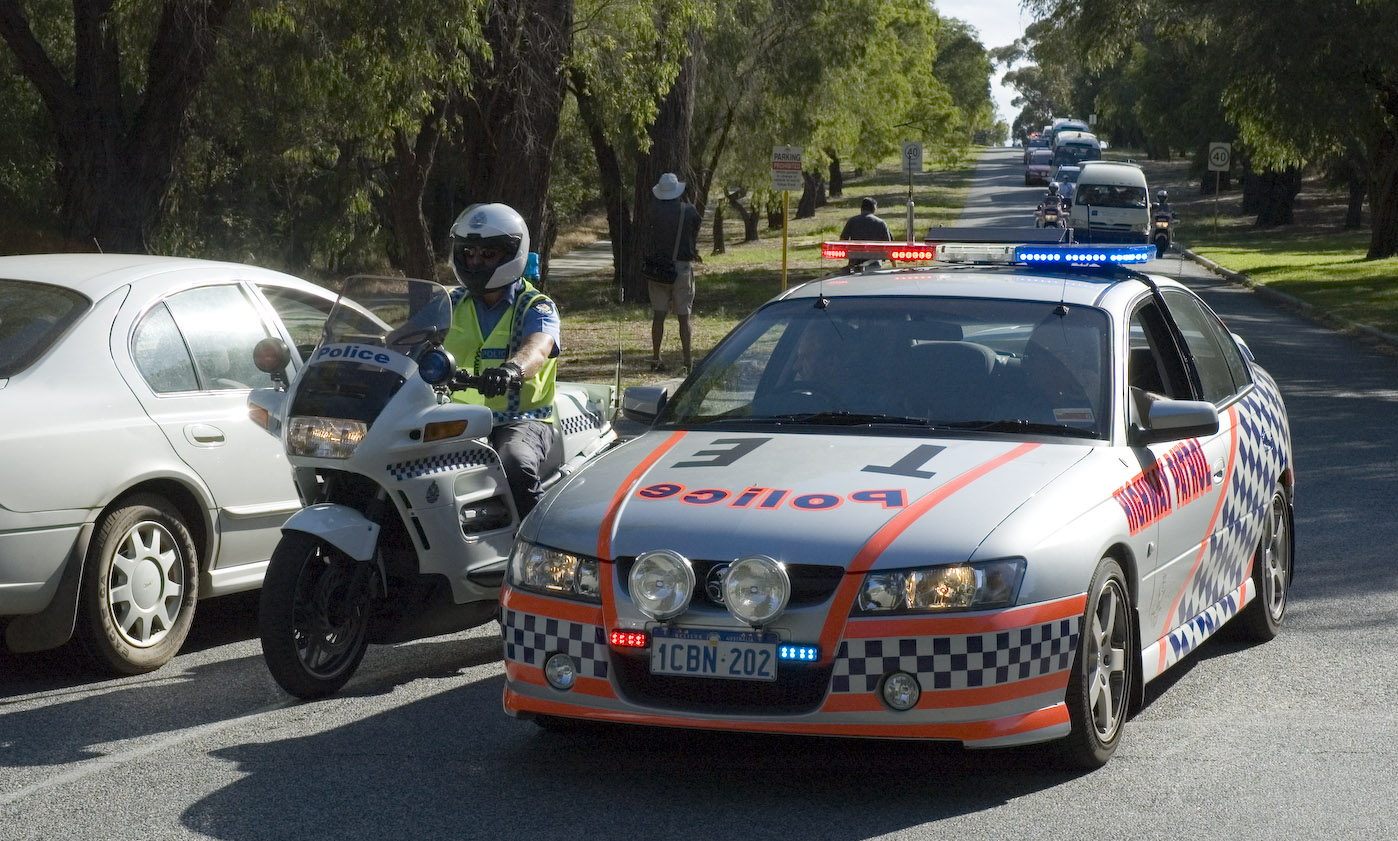
Australisches Polizeifahrzeug mit LED-Rundumkennleuchten auf dem Dach und LED-Kennleuchten neben dem Kennzeichen

Als Kennleuchte wird in Deutschland ein Bestandteil der Fahrzeugbeleuchtung bezeichnet, der je nach Farbe auf ein spezielles Fahrzeug oder eine bestimmte Verwendung hinweisen. Am bekanntesten ist das „Blaulicht“, die Rundumkennleuchte.
Je nach Farbe warnen sie vor Gefahren oder zeigen sie allein oder gemeinsam mit dem Folgetonhorn, dass ein Fahrzeug als Einsatzfahrzeug unterwegs ist. In Deutschland wird die Kombination mit dem Folgetonhorn als Sondersignal bezeichnet und zeigt die Inanspruchnahme von Wegerechten an.
Eine Kennleuchte kann im deutschen Straßenverkehr blau oder gelb sein.
Der in Österreich entsprechende Begriff ist Warnleuchte.
Der Federal Signal Streethawk Lightbar ist die in den USA meist eingesetzte balkenförmige Kennleuchte.

## Frontkennleuchte
Die Frontkennleuchte hat im Gegensatz zur Rundumkennleuchte keine zwingende 360°-Wirksamkeit. So haben  Einsatzmotorräder häufig scheinwerferähnliche Kennleuchten, die nur nach vorne leuchten. Auch die seit ca. 1990 gebräuchlichen Straßenräumlampen, auch Frontblitzer genannt, sind Kennleuchten ohne Rundum-Sichtbarkeit. Hier liegt der Vorteil darin, dass sie der Fahrer des voran fahrenden Fahrzeugs auch noch dann im Rückspiegel erkennen kann, wenn sich das damit ausgerüstete Fahrzeug bereits direkt hinter ihm befindet (anders als bei der Rundumkennleuchte auf dem Wagendach, das dafür oft zu hoch angebracht ist).
In Deutschland sind Kennleuchten für blaues Blinklicht mit einer Hauptabstrahlrichtung nach vorne gemäß Straßenverkehrszulassungsordnung zulässig, jedoch bei mehrspurigen Kraftfahrzeugen nur in Verbindung mit Rundumkennleuchten.